# Tlalocohyla
Tlalocohyla es un género de anfibios anuros de la familia Hylidae. Pertenecía al género Hyla hasta la reestructuración del género realizada en 2005. Sus especies se distribuyen desde México hasta Costa Rica.

## Especies
Se reconocen las 4 siguientes según ASW:
- Tlalocohyla godmani (Günther, 1901)
- Tlalocohyla loquax (Gaige & Stuart, 1934)
- Tlalocohyla picta (Günther, 1901)
- Tlalocohyla smithii (Boulenger, 1902)